# Alexios IV. (Trapezunt)
Alexios IV. Komnenos (* 1382; † 1429) war von 1417 bis zu seinem Tode im Jahre 1429 Kaiser und Großkomnene von Trapezunt.

## Leben
Alexios war der Sohn des trapezuntischen Kaisers Manuel III. Nach dem Tode seines Vaters, an dessen Ende er nicht unbeteiligt gewesen sein soll, bestieg er den Thron. Während der neue Kaiser sich vornehmlich dem Luxus hingab, versuchte er die äußeren Gegner des von ihm geleiteten Staates durch eine geschickte Heiratspolitik zu beschwichtigen. 
In der Folge des mit dem Tode Timurs einsetzenden Machtverlustes der Mongolen in Kleinasien kam es dort zu neuen Machtkämpfen. So verwüsteten die Turkmenen vom Stamm der Qara Qoyunlu unter Qara Yusuf große Teile von Armenien. Nachdem sie auch den Emir von Erzincan und die rivalisierenden Turkmenen von Stamm der Aq Qoyunlu geschlagen hatten, mussten sie als erhebliche Macht von Alexios beachtet werden. So verheiratete er mehrere seiner Töchter mit Dschahan Schah, dem Sohn des Qara Yusuf, und sicherte ihm Tributzahlungen in der Höhe zu, wie sie zuvor auch Timur zugestanden worden waren. Weitere Töchter verheiratete er mit dem Anführer der Aq Qoyunlu und mit dem Emir von Erzincan, und seine Tochter Maria von Trapezunt wurde die dritte Gattin des byzantinischen Kaisers Johannes VIII. Palaiologos.
Alexios starb 1429. Er soll von seinem eigenen Sohn und Nachfolger Johannes IV. aufgrund eines Konflikts ermordet worden sein, der sich an dem angeblich von Alexios geduldeten Ehebruch seiner Frau entzündete.